# Херпес
Херпес (Herpes simplex) е вирусна инфекция, причинена от вируса херпес симплекс. Инфекциите се категоризират според засегната част от тялото. Лабиалният херпес (Herpes labialis) включва лицето или устата. Той причинява малки мехури в групи (студени рани) или възпаление на гърлото. Гениталният херпес (Herpes genitalis) може да има минимални симптоми или да включва мехури, които могат да се спукат и да образуват малки язвички. Последните обикновено зарастват след около 2 – 4 седмици. Преди появата на мехурите е възможно усещането за изтръпване или дори болка. Херпесът се проявява циклично, имайки периоди на активно заболяване, следвани от периоди без симптоми. Първият епизод често е най-тежък и може да включва температура, болки в мускулите, подуване на лимфните възли и главоболие. С течение на времето епизодите на активно заболяване намаляват и стават по-леки. Херпесът може да причинява и лезии в областта на пръстите и около ноктите, херпесен кератит, херпесен енцефалит и неонатален херпес, засягащ новородени.
Съществуват два типа вирус херпес симплекс – 1 (HSV-1) и 2 (HSV-2). HSV-1 най-често причинява инфекции около устата, докато HSV-2 най-често води до генитални инфекции. Предават се чрез пряк контакт с телесни течности или лезии на инфектирания индивид. Предаване може да случи дори, когато симптомите не са на лице. Гениталният херпес се класифицира като болест, предавана по полов път. Възможно е да се предаде на детето при раждане. След инфектиране, вирусът се транспортира по сетивните нерви към телата на нервните клетки, където остава за цял живот. Сред причините за появяване на симптомите са: намалена имунна функция, стрес и излагане на слънчева светлина. Обикновено херпесът се диагностицира въз основа на наличните симптоми. Диагнозата може да се потвърди чрез лабораторен тест или чрез тестване на ДНК от течността в мехурите.
Най-ефикасният метод за избягване на генитални инфекции е чрез избягване на вагинален, орален и анален секс. Употребата на презервативи намалява риска. Антивирусни препарати могат да се използват от инфектирания, с което също се намалява риска. Ваксина срещу вируса не съществува и веднъж заразен, човек не може да се излекува. Парацетамол и лидокаин могат да се използват за третиране на симптомите. Медикаменти като ацикловир и валацикловир могат да облекчат епизодичните симптоми.
Световната заболеваемост от HSV-1 or HSV-2 варира между 60% и 95% при възрастните хора. HSV-1 обикновено се придобива през детството. Заболеваемостта от HSV-1 е между 70% и 80% в общности с нисък социоикономически статут и между 40% и 60% в общности с висок социоикономически статут. Изчислено е, че 536 милиона души по света (16% от световното население) са инфектирани с HSV-2 към 2003 г., като нивата са по-високи при жените и в развиващите се страни. Повечето хора, заразени с HSV-2, не осъзнават заболяването си.

## Симптоми
Инфекцията с вируса медицински се проявява по няколко начина. Обикновената инфекция на кожата или лигавицата може да засегне лицето и устата (лабиален херпес), гениталиите (генитален херпес) или ръцете. В по-тежки случаи вирусът заразява и нарушава окото (херпесен кератит) или централната нервна система, увреждайки мозъка (херпесен енцефалит). Хората с отслабнала имунна система, като новородени, получатели на трансплантации или болни от СПИН са склонни към тежки усложнения след инфекция с HSV.
Във всеки случай, вирусът никога не напуска организма. След инфектиране, вирусът навлиза в нервите и се придвижва към клетъчното тяло на неврона, където става латентен в ганглия. В резултат от инфекцията, тялото произвежда антитела срещу определения тип HSV, предотвратявайки последващо инфектиране от същия тип на друго място. И макар отговорът на тялото срещу HSV-1 да намалява шанса за по-нататъшно инфектиране с HSV-2, заразяване с последния все пак е възможно. Много хора, заразени с HSV-2, не показват физически симптоми – в такъв случай става въпрос за субклиничен херпес.
| Състояние                              | Описание | Илюстрация |
| -------------------------------------- | --- | ---------- |
| Херпесен гингивостоматит               | Херпесният гингивостоматит често е първата проява след първоначалното заразяване. Той протича по-тежко от останалите прояви. |            |
| Лабиален херпес                        | Често се проявява под формата на студени рани. Това е най-честата проява на HSV-1, след като вирусът напусне тройния нерв. |            |
| Генитален херпес                       | Обичайната проява на генитална инфекция с HSV-1 или HSV-2 включва струпвания на възпалени подутини и мехури по повърхността на гениталиите. |            |
| Херпес на пръстите                     | Херпесът може да засяга и пръстите. Понякога може да се появи и по пръстите на краката или върху живеца на ноктите. Хората, занимаващи се с контактни спортове, могат да се заразят с херпес и по лицето, ушите или врата. |            |
| Херпесен енцефалит и херпесен менингит | В редки случаи херпесът може да е и животозастрашаващ. HSV-1 може да се разпространи до продълговатия мозък през тройния нерв или до темпоралния дял на мозъка през носната кухина. Въпреки рядкостта си, херпесният енцефалит е най-честата причина за фатален изход от енцефалит в световен мащаб. HSV-2 е най-често срещаната причина за верусния менингит на Моларе. |            |
| Херпес на хранопровода                 | Симптомите включва болезнено подуване и затруднено преглъщане. Обикновено се свързва с намалена имунна функционалност. |            |

## История
Херпесът е познат от поне 2000 години. Съществуват сведения, че император Тиберий е забранил целуването в Рим за известно време, тъй като много хора са имали студени рани. В Ромео и Жулиета от 16 век се споменават мехури върху дамски устни. През 18 век херпесът е толкова широко разпространен сред проститутките, че е наричат „професионална болест на жените“. Терминът Herpes simplex се появява в труд от 1713 г., но вирусът на херпес е идентифициран чак през 1940-те години.
Антивирусната терапия срещу херпес започва в началото на 1960-те години с експерименталната употреба на препарати, които пречат на вирусната репликация, наречени ДНК инхибитори. Първоначално те се употребяват срещу иначе фатални или инвалидизиращи болести като енцефалит или кератит при пациенти с отслабнала имунна система. След като получава лиценз от FDA през 1998 г., ацикловир става предпочитаният медикамент срещу херпес в САЩ и по света.